# Rezerwat przyrody Głazowisko Łopuchowskie
Rezerwat przyrody „Głazowisko Łopuchowskie” – rezerwat przyrody powołany Zarządzeniem Ministra Ochrony Środowiska i Zasobów Naturalnych z dnia 1 lipca 1988 (MP nr 21, poz. 193) na powierzchni 15,88 ha w gminie Jeleniewo we wsi Łopuchowo (województwo podlaskie). Rezerwat obejmuje las, łąki i pastwiska z nagromadzonymi głazami narzutowymi. Leży w granicach Suwalskiego Parku Krajobrazowego.

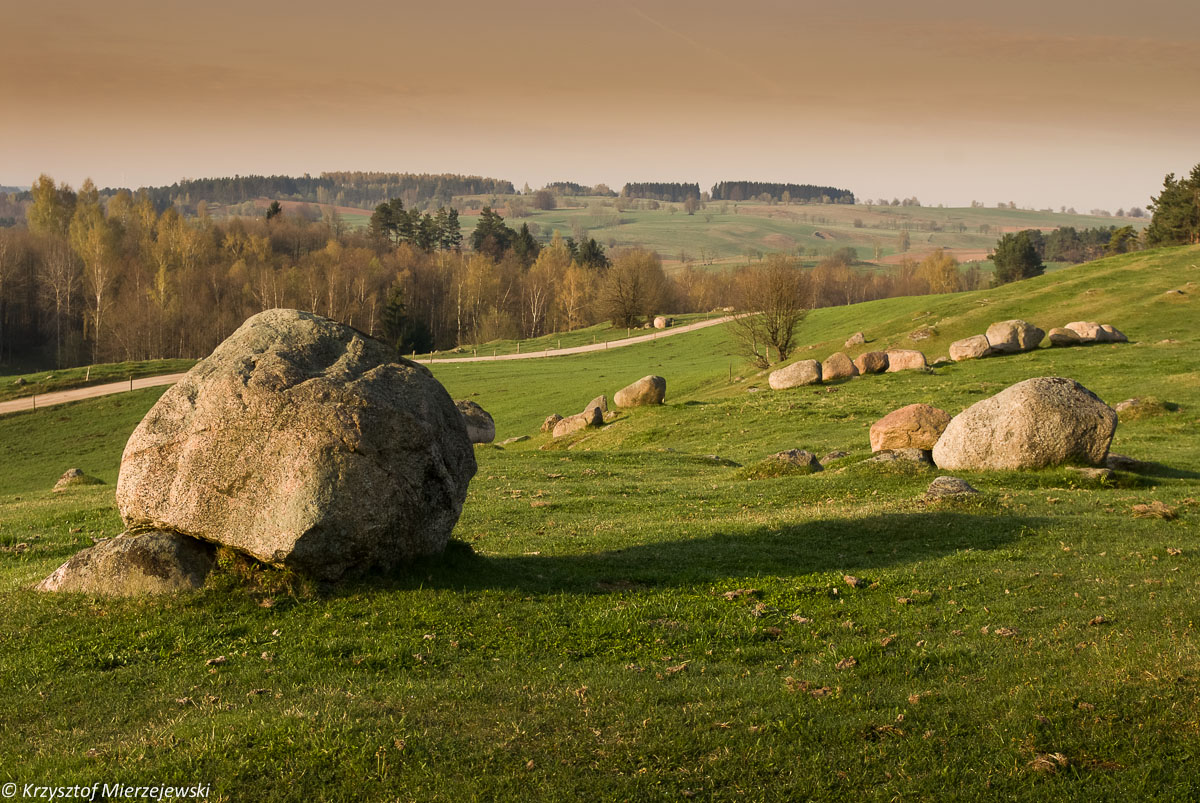
Głazowisko Łopuchowo

## Klasyfikacja rezerwatu
Jest to rezerwat:
- według głównego przedmiotu ochrony należy do typu rezerwatów geologicznych i glebowych (Gg) podtypu skał, minerałów, osadów i gleb (sm)
- według głównego typu środowiska jest to rezerwat mieszany (M) podtypu lasów i łąk (l).

## Walory przyrodnicze, kulturowe i krajobrazowe
Rezerwat stanowi unikatowy krajobraz wyniesień czołowo-morenowych zlodowacenia bałtyckiego. Obejmuje fragmenty dwóch wałów moren bocznych występujących między jeziorem Hańcza a zagłębieniem Szeszupy. Ze względu na swoją budowę geologiczną, amfiteatralne ukształtowanie oraz świeżą, prawie nie tkniętą procesami erozji i denudacji rzeźbę, zespół moren stanowi podręcznikowy klasyczny przykład unikatowych nie tylko w Polsce, ale i w północno-wschodniej i środkowej Europie form polodowcowych. W opinii specjalistów geologów na Niżu Europejskim nie ma odpowiednika nagromadzenia tak wielkiej ilości o tak dużych rozmiarach skandynawskich głazów narzutowych, tworzących głazowisko powierzchniowe.
W północnej części rezerwatu występuje jedna z najwyższych wysokości (258,75 m n.p.m.) wałów czołowomorenowych na tym obszarze. W tej części występuje fragment wysokiego i stromego wału, osiągającego od podnóża wysokość względną 40 m. Wały czołowomorenowe oddzielają od siebie wąskie, suche dolinki.
Dominującym siedliskiem jest las mieszany świeży, niewielką część rezerwatu porasta ols. Gatunkami panującymi są świerk, sosna, dąb, brzoza i olsza. Jakość drzewostanów jest zadowalająca, większość stanowią powierzchnie na gruntach porolnych i są przerzedzone.
Z roślin chronionych na terenie rezerwatu występują sporadycznie wawrzynek wilczełyko (Daphne mezerum), lilia złotogłów (Lilium martagon), sasanka otwarta (Pusatilla patens), kukułka plamista (Dactylorhiza maculata).
Rezerwat nie ma aktualnego planu ochrony, posiada natomiast obowiązujące zadania ochronne, na podstawie których jego obszar objęty jest ochroną czynną.